# Paolo Todeschini
Paolo Todeschini (Milano, 22 settembre 1920 – Milano, 30 marzo 1993) è stato uno scultore, allenatore di calcio e calciatore italiano, di ruolo centrocampista.

## Carriera

### Giocatore
Cresce tra le file del Milan, con cui esordisce in Serie A a 19 anni. Con la maglia rossonera disputa cinque campionati, al termine dei quali passa per una stagione al Bologna.
Successivamente si trasferisce all'Atalanta dove disputa due stagioni, e poi alla Lazio, sempre in Serie A, dove rimane per una sola stagione senza poter giocare con grande continuità per malanni fisici che sarebbero stati risolti solo a Napoli dal medico sociale ed ex calciatore Athos Zontini.
Scende in Serie B con il trasferimento al Napoli, contribuendo al ritorno nella massima serie dei partenopei: ceduto per problemi di tachicardia accentuata derivanti da un problema di tonsille che ne acceleravano il battito cardiaco e lo spossavano fu operato e nella sua prima stagione s'impose segnando 9 reti, tra cui due decisive per battere in entrambi i casi in casa e per 1-0 il Legnano, diretto avversario nella lotta per la promozione, il 2 aprile 1950 ed il Vicenza il 18 giugno 1950. Disputò quindi altre due stagioni nel massimo campionato, segnando nella sua ultima stagione in Campania la rete della momentaneo pareggio dei partenopei nella sconfitta casalinga del 2 dicembre 1951 per 2-1 contro il Palermo a cui fu ceduto a fine stagione. Dopo un anno in Sicilia passa al Monza (Serie B), per poi concludere la carriera al Mantova, in IV Serie, dove svolge la duplice mansione di allenatore e giocatore.

### Allenatore

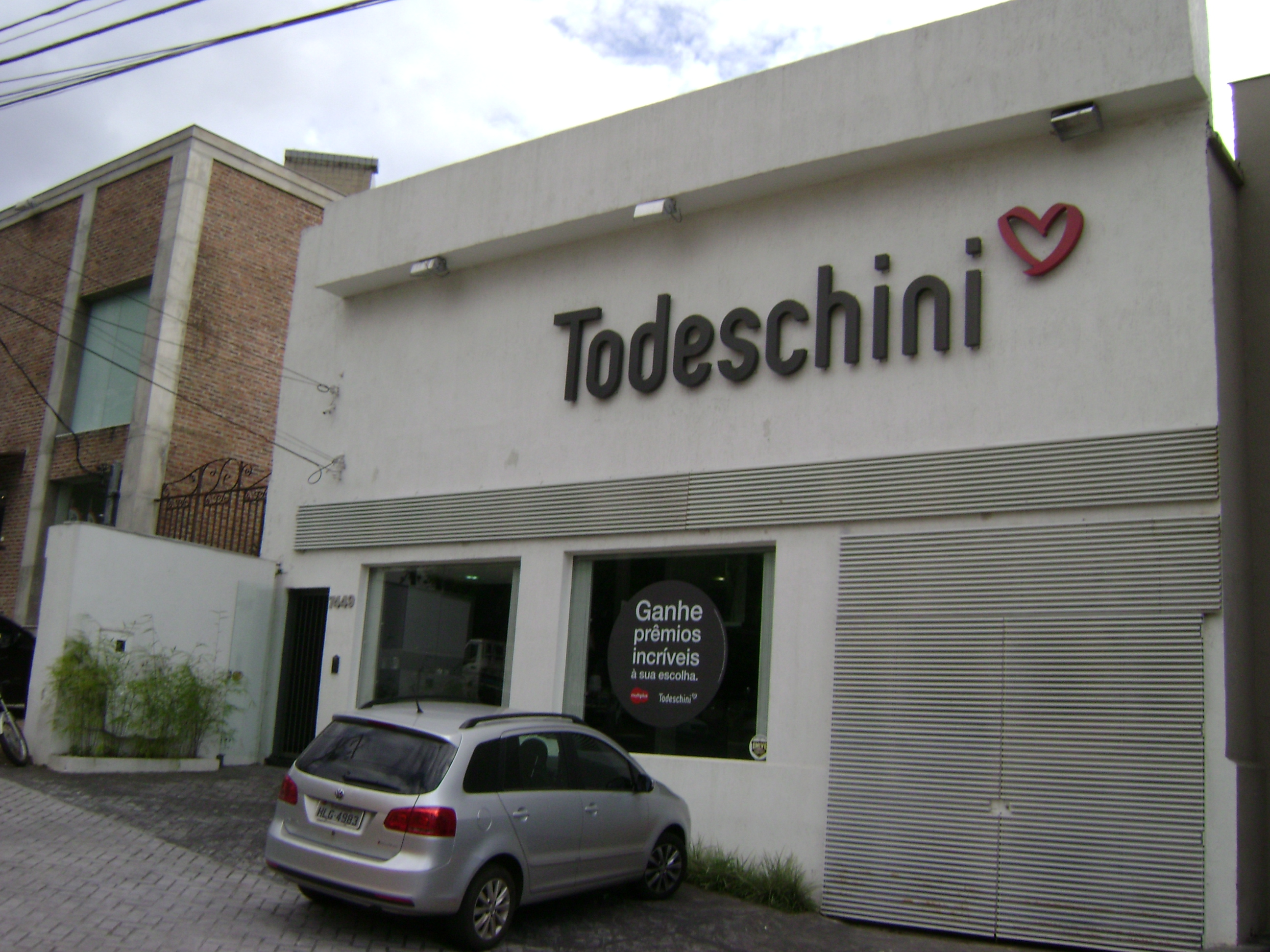
Todeschini in veste di allenatore.

Una volta appesi gli scarpini al chiodo, continuò la carriera di allenatore con il Modena e successivamente con la Salernitana nella stagione 1956-1957.
Qualche anno più tardi, dopo aver allenato la Nazionale olimpica con Nereo Rocco, approda alla società che lo lanciò nel calcio, ossia il Milan, condotto nella stagione 1960-1961 ad un secondo posto in campionato in coppia con Giuseppe Viani (anche con gli azzurrini).
Nella stagione successiva viene chiamato sulla panchina della Lazio, in Serie B, per poi essere esonerato.
In seguito trascorse annate sulle panchine di Cosenza e Pro Patria e negli anni settanta Entella con altrettante retrocessioni.
Tra il 1967 e il 1968 fu di nuovo alla guida dell'olimpica con cui vinse il torneo calcistico dei V Giochi del Mediterraneo, anche se non centrò la qualificazione a quello delle olimpiadi di Città del Messico 1968.
Allenò anche il Messina nella stagione 1968-1969, in Serie C, il Sorrento e per due anni, tra il 1981 ed il 1983, si sedette sulla panchina della Nazionale femminile.

## Scultore
È da segnalare, tra le attività extra-calcistiche, la passione per la scultura, come testimoniano alcune sue opere raffiguranti sportivi; diplomatosi in Belle Arti a Milano a 40 anni fu autore infatti, tra le altre opere, della statua raffigurante la testa di Fausto Coppi posta poi sul Ghisallo.

## Palmarès

### Giocatore
- Coppa Alta Italia: 1 
Bologna: 1946

### Allenatore
- Giochi del Mediterraneo: 1 
Italia: Tunisia 1967